# Iain Wright
Pour les articles homonymes, voir Wright.
Iain David Wright (né le 9 mai 1972) est un homme politique du parti travailliste britannique qui est député de Hartlepool de 2004 à 2017 et président du comité de l'innovation et des compétences en affaires de 2015 à 2017. Il est auparavant sous-secrétaire d'État parlementaire chargé de l'apprentissage et de la réforme de 14 à 19 ans au Département de l'enfance, de l'école et de la famille jusqu'au 11 mai 2010.

## Jeunesse
Wright est né à Hartlepool et obtient un BA en 1994 et une maîtrise en histoire en 1995 à l'University College de Londres. Cette année-là, il rejoint le Parti travailliste et est élu responsable des Jeunes travaillistes de Cleveland et Richmond. Il travaille comme comptable agréé pour Deloitte & Touche de 1996 à 2003 et pour One NorthEast RDA de 2003 à 2004, avant son élection au Parlement.
Il est élu conseiller du quartier Rift House au conseil municipal de Hartlepool en 2002, et siège au cabinet du conseil avec la responsabilité de la gestion de personnel.

## Carrière parlementaire
Il est le seul membre de la section d'Hartlepool sur la liste restreinte lorsque Peter Mandelson démissionne de son poste de député travailliste de la ville en septembre 2004, et est facilement sélectionné comme candidat du Parti travailliste pour les élections partielles. Le jour du scrutin (30 septembre 2004), Wright est élu avec une majorité de 2 033 voix, réduite par rapport à la majorité de Mandelson de 14 571 voix.
Son premier acte en tant que député est de faire activement campagne pour la proposition d'assemblée régionale du Nord-Est, lors du référendum tenu en novembre 2004. La proposition d'assemblée est rejetée par 78% des voix.
Wright est réélu aux élections générales de 2005, avec une majorité accrue de 7 478 voix. En juin 2005, il est nommé secrétaire parlementaire privé de la ministre de la Santé Rosie Winterton, poste qu'il quitte le 7 septembre 2006.
Il retourne au gouvernement en juillet 2007, en tant que sous-secrétaire d'État parlementaire dans le département pour les communautés et le gouvernement local, avant de passer au département pour les enfants, les écoles et les familles dans le remaniement ministériel de juin 2009.
En mai 2009, au cours du Scandale des dépenses du Parlement du Royaume-Uni, Wright et son collègue Tom Watson sont critiqués par le Daily Telegraph pour l'achat d'un appartement.
Wright et Watson ont réclamé des frais juridiques pour l'achat d'une propriété et l'année suivante, des frais juridiques de 1 431,46 £ pour l'achat de la pleine propriété, ce qui a considérablement amélioré la valeur de la propriété. Les règles de l'époque ne les obligeaient pas à rembourser les bénéfices réalisés sur la vente de la propriété.
Ses dépenses pour 2008 à 2009 étaient de 136 725 £ et le classaient comme 489e sur 647 députés. Le rapport Legg réclame 805,97 £ pour un mois d'intérêt hypothécaire supplémentaire entre 2006 et 2007, qu'il a ensuite remboursé.
Lors des élections générales de 2015, la majorité de Wright est réduite à 3 024 voix par la présence d'un candidat de l'UKIP, Phillip Broughton. Le 19 juin 2015, il est élu à la présidence du comité de l'entreprise, l'innovation et des compétences. Il soutient Owen Smith lors de l'élection à la direction du Parti travailliste (Royaume-Uni) en 2016. Le 19 avril 2017, il annonce son intention de ne pas se présenter aux élections anticipées, prévues le jeudi 8 juin 2017.